# Metacylicolaimus flagellicaudatus
Metacylicolaimus flagellicaudatus är en rundmaskart som beskrevs av Stekhoven 1946. Metacylicolaimus flagellicaudatus ingår i släktet Metacylicolaimus och familjen Leptosomatidae. Arten är reproducerande i Sverige. Inga underarter finns listade i Catalogue of Life.